# Reprezentacja Kanady w futbolu amerykańskim mężczyzn
Reprezentacja Kanady w futbolu amerykańskim – reprezentuje Kanadę w rozgrywkach międzynarodowych w futbolu amerykańskim. W reprezentacji występują zawodnicy grający na co dzień w futbol kanadyjski. Za jej funkcjonowanie odpowiedzialny jest związek Football Canada.

## Historia
Po raz pierwszy w rozgrywkach Mistrzostw świata w futbolu amerykańskim reprezentacja Kanady wzięła udział w 2011 roku.

## Osiągnięcia na Mistrzostwach świata
- 1999 : nie uczestniczyła
- 2003 : nie uczestniczyła
- 2007 : nie uczestniczyła
- 2011 :  2. miejsce
- 2015 : nie uczestniczyła